# Serra de Maranyà
La Serra de Maranyà és una serra situada al municipi de la Granja d'Escarp a la comarca del Segrià, amb una elevació màxima de 381,2 metres.